# D-xilulosio reduttasi
La D-xilulosio reduttasi è un enzima appartenente alla classe delle ossidoreduttasi, che catalizza la seguente reazione:
xilitolo + NAD+ ⇄ D-xilulosio + NADH + H+
L'enzima agisce anche come una L-eritrulosio reduttasi.